# Circondario di Bivona
Il circondario di Bivona era uno dei tre circondari in cui era divisa la provincia italiana di Girgenti, in Sicilia. Esistito dal 1860 al 1927, comprendeva tredici comuni, raggruppati in cinque mandamenti, e ricalcava il territorio dell'omonimo e precedente distretto borbonico costituito nel 1812 nel Regno di Sicilia, quando in Sicilia venne abolita la feudalità grazie alla nuova Costituzione. Visse una fase di decadenza negli anni sessanta dell'Ottocento, gli anni del periodo postunitario, seguita da una parziale ricrescita nel decennio successivo; fu abolito nel 1927, anno in cui il capoluogo di provincia fu ribattezzato Agrigento.
Capoluogo del circondario era il comune di Bivona, già a capo del distretto grazie alla Costituzione siciliana del 1812, che ne valorizzò le antiche origini, la favorevole posizione geografica nell'ambito della circoscrizione, i titoli ricevuti (Bivona fu la prima città ducale di Sicilia) e la tradizione scolastica dovuta alla presenza di un antico collegio gesuitico.

## Territorio

### Comuni e mandamenti
Il circondario di Bivona comprendeva il territorio di tredici comuni, suddivisi in cinque mandamenti:
- Mandamento di Bivona: Bivona (il capoluogo), Alessandria di Sicilia (dal 1862 Alessandria della Rocca), Cianciana, Santo Stefano di Bivona
- Mandamento di Burgio: Burgio, Lucca, Villafranca
- Mandamento di Cammarata: Cammarata, San Giovanni di Cammarata
- Mandamento di Casteltermini: Castel Termine, San Biagio
- Mandamento di Ribera: Calamonaci, Ribera

### Superficie e confini
L'intero circondario di Bivona ricopriva un'area di circa 864 km², pari alla somma dei tredici territori comunali. La circoscrizione confinava a nord con i circondari di Corleone e Termini Imerese (in provincia di Palermo), a est con il circondario di Caltanissetta (nell'omonima provincia), a sud con il circondario di Girgenti e a ovest con quello di Sciacca (insieme con il circondario bivonese in provincia di Girgenti). Il circondario di Bivona era delimitato dal mar Mediterraneo (Canale di Sicilia) a sud, dal fiume Platani a est, dal fiume Verdura a ovest e dalla catena dei monti Sicani a nord.

### Popolazione
Nel XIX secolo la popolazione del circondario di Bivona si aggirava intorno ai 50 000 abitanti; secondo il censimento del 1921 (sei anni prima della soppressione), contava 81 462 abitanti.

## Storia

### Garibaldi in Sicilia

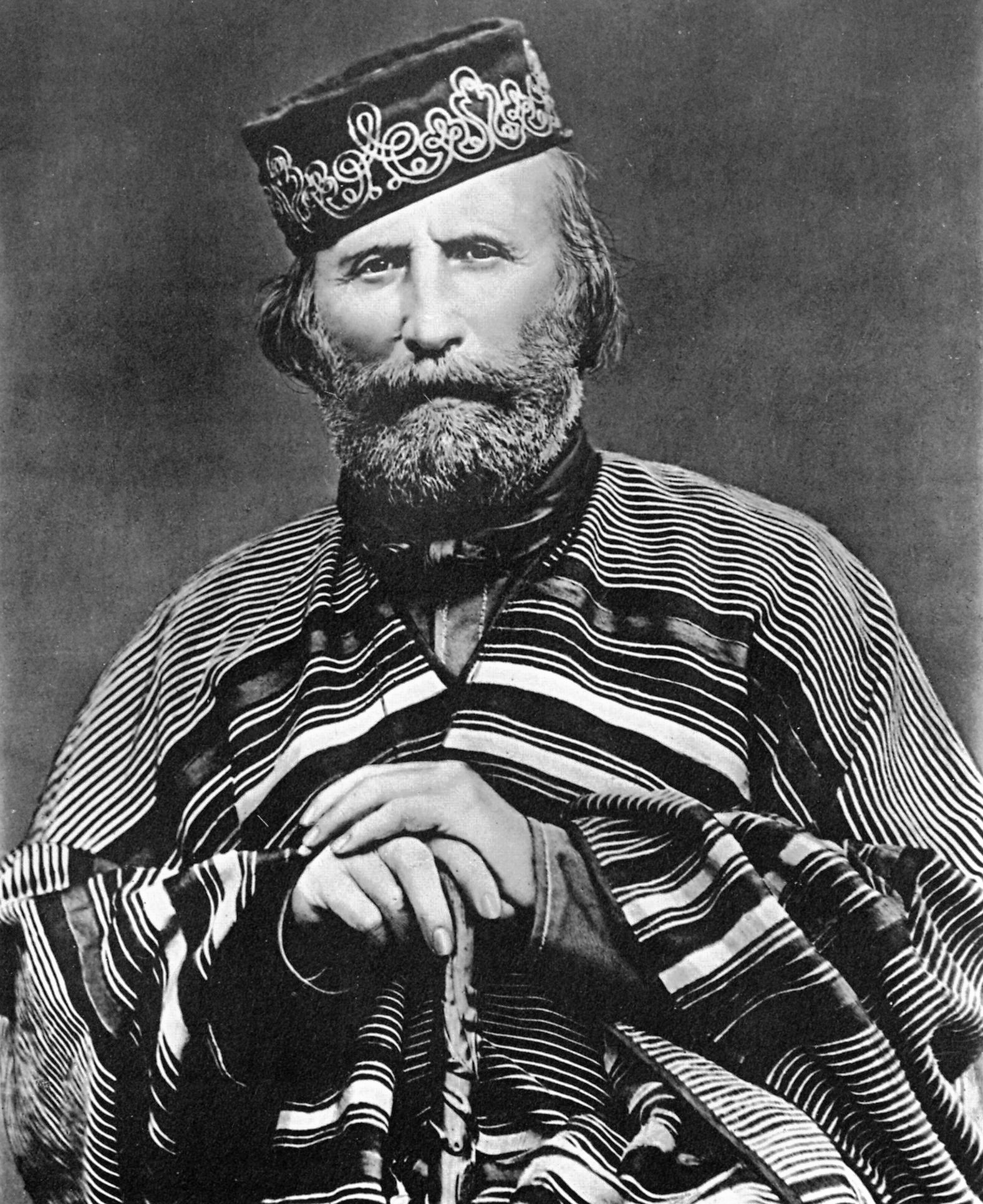
Giuseppe Garibaldi

Nella prima metà del 1860, il distretto di Bivona fu teatro di numerose turbolenze dell'ordine pubblico (i tumulti più gravi si verificarono a Santo Stefano di Bivona) e fu coinvolto in un acceso e duraturo dibattito causato da alcuni comuni che volevano modificare l'assetto amministrativo delle circoscrizioni territoriali e volevano sopprimere il distretto bivonese.
La crisi dell'ordine pubblico, pertanto, si venne a formare proprio nel periodo in cui Giuseppe Garibaldi sbarcò in Sicilia per liberare l'Isola dal dominio borbonico. Per circa un mese, dal 15 maggio al 10 giugno, il distretto di Bivona restò nelle mani delle numerose bande armate, nate a causa dello «stato di quasi completa dissoluzione di ogni ordine sociale» del circondario di Bivona, che compivano rapine e vendette, non senza spargimento di sangue.
Ecco una testimonianza di Onofrio Guggino, Comandante dei Militi del distretto di Bivona, esposta al Consigliere della Sicurezza Pubblica il 1º marzo 1861:

Il 7 giugno 1860, per ridare equilibrio all'ordine pubblico, il barone Giuseppe Guggino (presidente del Comitato Provvisorio di Bivona e coordinatore degli altri comuni del distretto) inviò una lettera a Garibaldi in cui sollecitava l'insediamento in Bivona del neogovernatore del distretto, Francesco Falsone di Palma di Montechiaro, che risolse parzialmente alcuni problemi che colpivano la circoscrizione. Il 26 agosto 1860 venne varato il decreto per il riordinamento amministrativo della Sicilia, per rendere la legislazione dell'isola analoga a quella del regno dei Savoia: con esclusione delle province, le antiche circoscrizioni territoriali cambiarono denominazione, mantenendo tuttavia inalterati i propri confini geografici. I distretti divennero circondari, i circondari borbonici (le ulteriori suddivisioni dei distretti) divennero mandamenti.

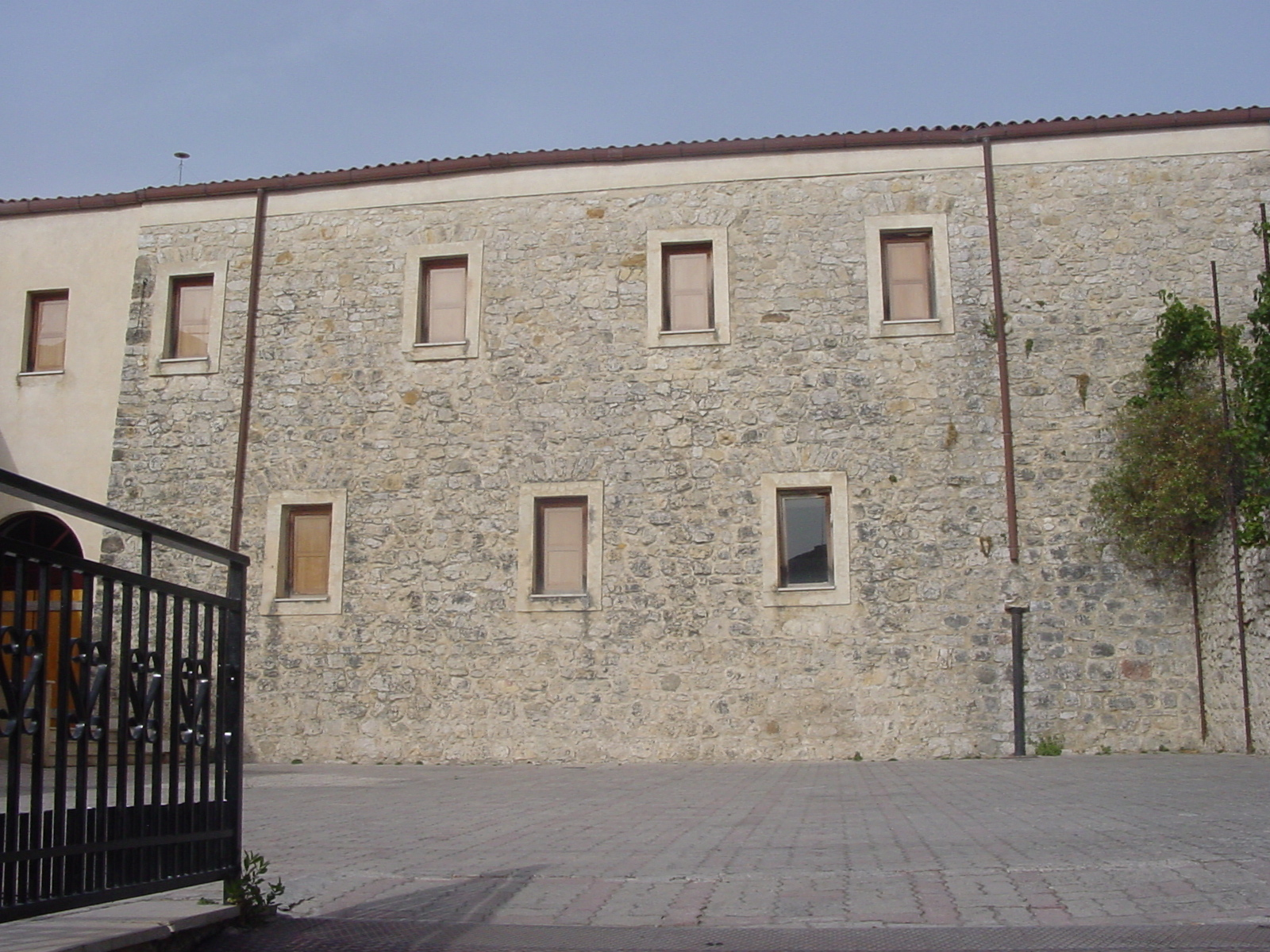
Il convento di San Domenico di Bivona, sede del seggio elettorale del 21-22 ottobre 1860

### I problemi del circondario bivonese
Il plebiscito per l'annessione della Sicilia al Regno d'Italia sotto la sovranità di Vittorio Emanuele II di Savoia, svoltosi il 21 e il 22 ottobre 1860, anche nel circondario di Bivona risultò ampiamente a favore dell'unità nazionale; ciononostante, proprio nel circondario bivonese si contò la più alta percentuale di voti contrari: su 667 voti contrari espressi in tutta l'Isola, infatti, il 34,5% (pari a 230 voti) si ebbe solamente nella circoscrizione territoriale di Bivona.

Il processo di omologazione politica e amministrativa della Sicilia alla legislazione del Regno d'Italia si avviò tra la fine del 1860 e l'inizio del 1861: i primi di gennaio si svolsero le elezioni comunali e provinciali, a febbraio quelle politiche; nel collegio elettorale di Bivona fu votato il generale Giacinto Carini. Nello stesso periodo si insediarono in Bivona i nuovi funzionari e gli impiegati degli uffici circondariali (agenzia delle imposte dirette, ricevitoria del registro, ispettorato scolastico, commissione sanitaria circondariale, commissione di verifica dei pesi e misure) e dei mandamenti (preture).
[...] Difatti giammai in questo circondario non si è cambiato un impiegato per inadempienza ai propri doveri, non solamente quando annoiato di questa residenza, qualche eletto è arrivato ad avere tale una protezione che dopo molti anni e molto inchiostro e carta lo ha fatto traslocare in residenza migliore, tollerando sempre che i tristi e gli inetti vi stiano, purché non domandino di cambiar clima. Tale era pure l'andazzo dell'ex Borbone, e questo circondario era la Caienna degli impiegati in disgrazia. Noi ci speravamo tutt'altro procedere dal governo riparatore, però disgraziatamente dobbiamo confessare che, se allora ci venivano gli impiegati in castigo, la speranza di una riabilitazione li facea migliori. Oggi invece che ci inviano i più feroci o, per lo meno, inetti, si sbizzarriscono a spese di noi miseri contribuenti, che abbiamo la disgrazia di aver visto la luce nel circondario di Bivona [...]
L'avvio del nuovo sistema amministrativo mostrò notevoli difficoltà soprattutto nel circondario di Bivona, l'unico nella provincia di Girgenti a essere separato «per difetto di strade e di telegrafo da ogni centro di governo». Alessandro Della Rovere, luogotenente del re, constatando la marginalizzazione della circoscrizione, ritenne il circondario di Bivona come posto indicato per destinarvi «a castigo qualche intendente che meriti una severa misura del Governo»; un articolo del giornale Il Precursore di Palermo, pubblicato nel 1872, definiva il circondario di Bivona «la Caienna degli impiegati in disgrazia». Altri problemi erano quelli relativi ai collegamenti e alle comunicazioni tra i comuni del circondario: i lavori di completamento della rotabile Corleonese-Agrigentina erano sospesi; la costruzione di strade di collegamento fra i vari comuni circondariali non era nemmeno avviata.
Fin dal 12 ottobre 1860 il consiglio civico di Casteltermini aveva proposto la propria cittadina come capoluogo dell'intero circondario: il governo prodittatoriale, favorevole alla proposta, interpellò il consiglio provinciale. Quest'ultimo, nella primavera del 1861, propose la soppressione del circondario di Bivona, una ridefinizione delle circoscrizioni amministrative dell'intera provincia di Girgenti e l'istituzione di un nuovo circondario, quello di Canicattì. Tale proposta creò un acceso dibattito tra Bivona, Casteltermini, il governo prodittatoriale e il consiglio provinciale: quest'ultimo, nella seduta del 27 ottobre 1863, deliberò la riconferma dei circondari esistenti e di Bivona come capoluogo. Non poco influente sulla decisione finale risultò l'accurata Difesa di Bivona come Capoluogo di Circondario scritta dal notaio Gaetano Picone, nato a Bivona ma domiciliato a Santo Stefano.
La scarsa considerazione del circondario bivonese, tuttavia, era stata manifestata anche nel 1861, quando si avviò la procedura di definizione delle circoscrizioni giudiziarie. Il consiglio provinciale auspicava l'istituzione di un tribunale circondariale, da affiancare a quello di Girgenti. Il nuovo tribunale avrebbe potuto comprendere alcuni mandamenti del circondario di Bivona che, tuttavia, desiderava la propria aggregazione al tribunale di Girgenti (con eccezione dei mandamenti di Burgio e Ribera, più vicini a Sciacca). Il decreto luogotenenziale del 9 febbraio 1862 assegnò l'intero circondario di Bivona alla circoscrizione giudiziaria di Sciacca: ancora una volta i reclami del circondario (in particolar modo dei mandamenti di Bivona, Cammarata e Casteltermini) restarono disattesi.

### La sottoprefettura di Bivona
Nel 1862 venne istituita la sottoprefettura di Bivona, che andò a sostituirsi all'ex sottintendenza della legislazione borbonica. A capo di essa vi era il sottoprefetto, la massima autorità del circondario. I primi anni post-unitari, in Sicilia, furono caratterizzati dall'incertezza e dalla delusione di tutti, in particolar modo delle classi più povere: furono gli anni del banditismo, dello sviluppo della mafia, della questione meridionale. Tale clima si respirava anche nel circondario di Bivona, l'unica circoscrizione territoriale della provincia di Girgenti incerta della propria sopravvivenza.
All'interno del circondario una serie di concause (le immani difficoltà nel ripristino dell'ordine pubblico; l'elevato numero di renitenti e disertori che fuggirono nelle campagne - in particolar modo a Burgio - per evitare la leva militare; la ferma opposizione del clero alle leggi di confisca dei beni e di soppressione delle congregazioni religiose; l'ostilità nei confronti dei "piemontesi" giunti in Sicilia per ricoprire importanti ruoli amministrativi e politici) degenerò in una fortissima opposizione al governo e alla costituzione di un comitato filoborbonico (a Bivona), a cui aderirono anche impiegati della locale sottoprefettura.
Dalla primavera del 1870, cominciò un periodo critico per la sottoprefettura bivonese, dovuto al continuo avvicendamento del suo titolare e alla mancata copertura del suo organico (nel medesimo anno gli impiegati passarono da sette a cinque; nel 1874 divennero solamente tre). L'organico della sottoprefettura tornò a essere completo solamente qualche anno dopo: tuttavia, durante gli anni settanta, non mancarono funzionari esperti che, pur tra ingenti difficoltà, riuscirono a ottenere ottimi risultati in linea con il «processo di promozione sociale, politica, culturale e morale» adottato e promosso dal nuovo governo.

### Lo sviluppo del circondario
Gli anni settanta del XIX secolo risultarono cruciali per il circondario di Bivona, fino ad allora soggetto all'incompetenza e all'incuria dei suoi amministratori. I sottoprefetti di questo periodo sottolinearono l'importanza dell'istruzione pubblica, del miglioramento delle condizioni di viabilità e dell'agricoltura in vista di un pronto riscatto del circondario; inoltre essi esortarono la cittadinanza a una più attiva vita politica. In questi anni, nonostante le difficoltà e i problemi legati al diffondersi del brigantaggio, il governo operò efficacemente nel circondario di Bivona, risolvendo problematiche legate all'inadeguatezza delle strutture sociali e amministrative dei comuni della circoscrizione. Nell'arco di dieci anni, tutti i comuni del circondario di Bivona si dotarono dei regolamenti di polizia urbana, di polizia rurale, di polizia mortuaria, di igiene e di edilità; inserirono in organico la figura della levatrice; istituirono le condotte mediche; avviarono e conclusero parzialmente i lavori per l'illuminazione pubblica, per la costruzione dei cimiteri e per la costruzione delle strade intercomunali.

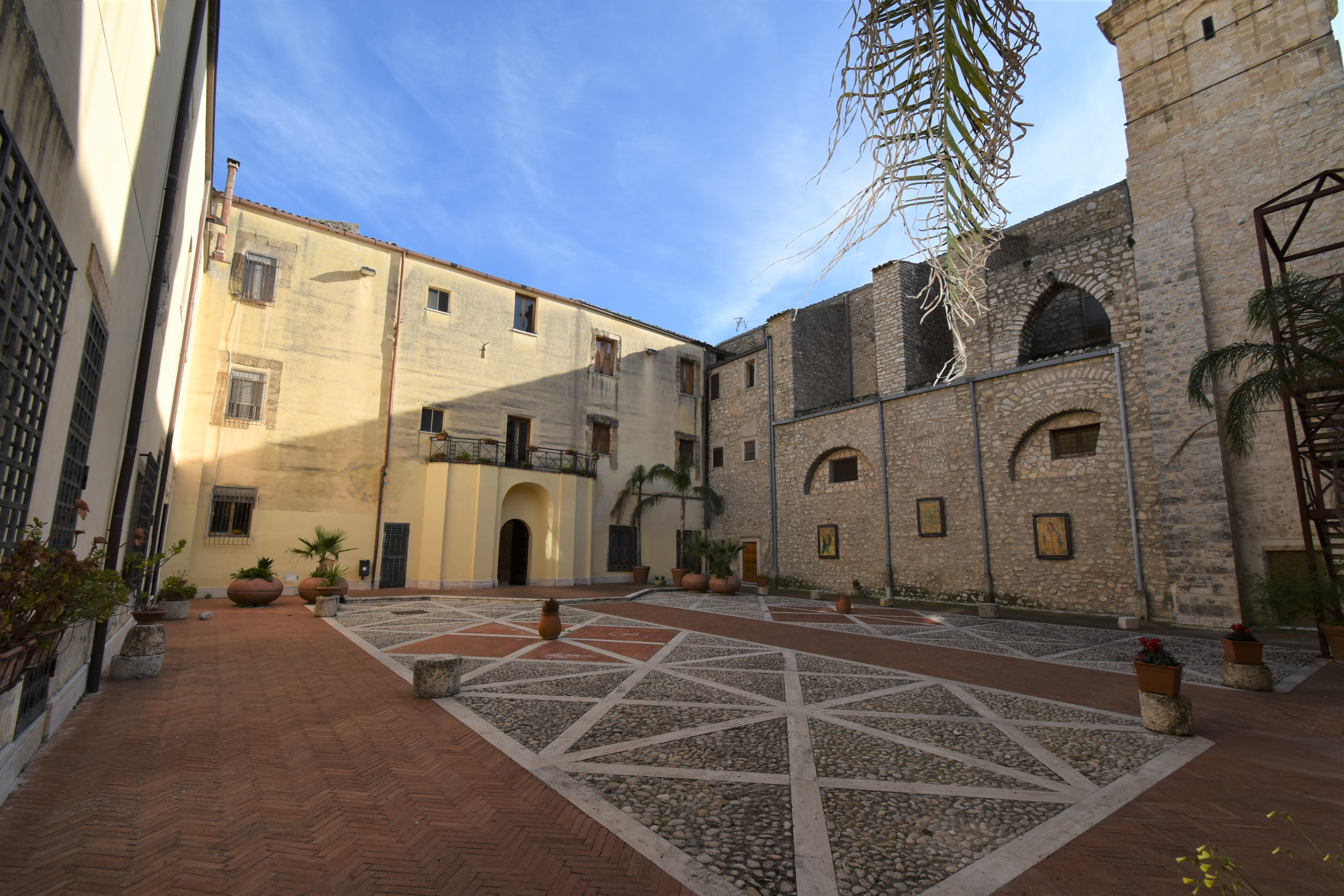
L'atrio del collegio gesuitico bivonese, i cui locali del piano terra nell'Ottocento furono sede delle scuole pubbliche primarie e secondarie

Per quanto riguarda l'istruzione primaria, totalmente gestita dai comuni, il governo ne garantì la qualità del corpus docentium, intervenendo, inoltre, per assicurare il decoro dei locali scolastici. Gli scolari, grazie anche all'obbligo di frequenza fatto rispettare dal governo, passarono dai 1 222 del 1870 ai 2 558 del 1874: tale numero era destinato a incrementare nel 1877, anno dell'emanazione della legge Coppino, che prevedeva l'obbligatorietà scolastica fino al terzo anno del corso elementare. Il circondario di Bivona visse un periodo di sviluppo anche per quanto concerne le infrastrutture: nel 1875 la rotabile Corleonese-Agrigentina congiunse il mandamento di Bivona (Santo Stefano di Bivona, Bivona, Alessandria della Rocca e Cianciana) con Palermo; all'inizio degli anni ottanta si conclusero i lavori, che collegarono tutte queste località con il capoluogo di provincia, Girgenti. Nel 1878 venne inaugurata la strada Filaga-Lercara Friddi, grazie alla quale i paesi del circondario bivonese furono collegati alla rete ferroviaria.

Tuttavia, proprio in questo periodo prese il sopravvento il fenomeno della mafia, che era presente in ogni comune del circondario e contava sulla protezione di membri di spicco della borghesia locale e dell'apparato burocratico (la cosiddetta "mafia in guanti gialli"). Lo sviluppo della mafia fu favorito dalla partecipazione a essa da parte di noti esponenti degli strati sociali economicamente e socialmente più in vista e, ovviamente, dal timore e dall'omertà della popolazione; nel 1870, il sottoprefetto di Bivona De Luca affermò:
Alle bande armate che continuarono a operare fino a questo periodo, inoltre, si aggregavano anche gli evasi dalle carceri circondariali di Bivona, molti dei quali operavano nella zona di San Biagio Platani, «commettendo grassazioni, ratti, stupri ed altri gravi reati». Il problema della criminalità nel circondario di Bivona fu risolto parzialmente solo alla fine degli anni settanta, quando vennero sgominate le bande armate.

### I fasci dei lavoratori
L'ultimo decennio del XIX secolo fu caratterizzato dal movimento organizzato dei fasci siciliani, il primo dei quali venne costituito a Catania il 1º maggio 1892. Nel 1893 l'organizzazione si sviluppò e si diffuse fino a ricoprire ogni punto dell'Isola. Anche all'interno del circondario di Bivona vennero istituiti alcuni fasci dei lavoratori: il primo è stato quello di Santo Stefano Quisquina, fondato da Lorenzo Panepinto (maggio 1893); il 17 settembre dello stesso anno si formò il fascio di Bivona; qualche giorno dopo si costituì il fascio di Cianciana; il 7 ottobre 1893 si formò anche il fascio dei lavoratori di Alessandria della Rocca; altri se ne formarono anche nei rimanenti comuni del circondario. Tuttavia, dopo pochi mesi segnati da un'esperienza che seppe risvegliare gli animi quasi rassegnati dei contadini e degli operai, il 3 gennaio 1894 Francesco Crispi, originario del distretto di Bivona, chiese e ottenne dal Consiglio dei ministri l'autorizzazione all'istituzione dello stato d'assedio, proclamato dal generale Morra di Lavriano.

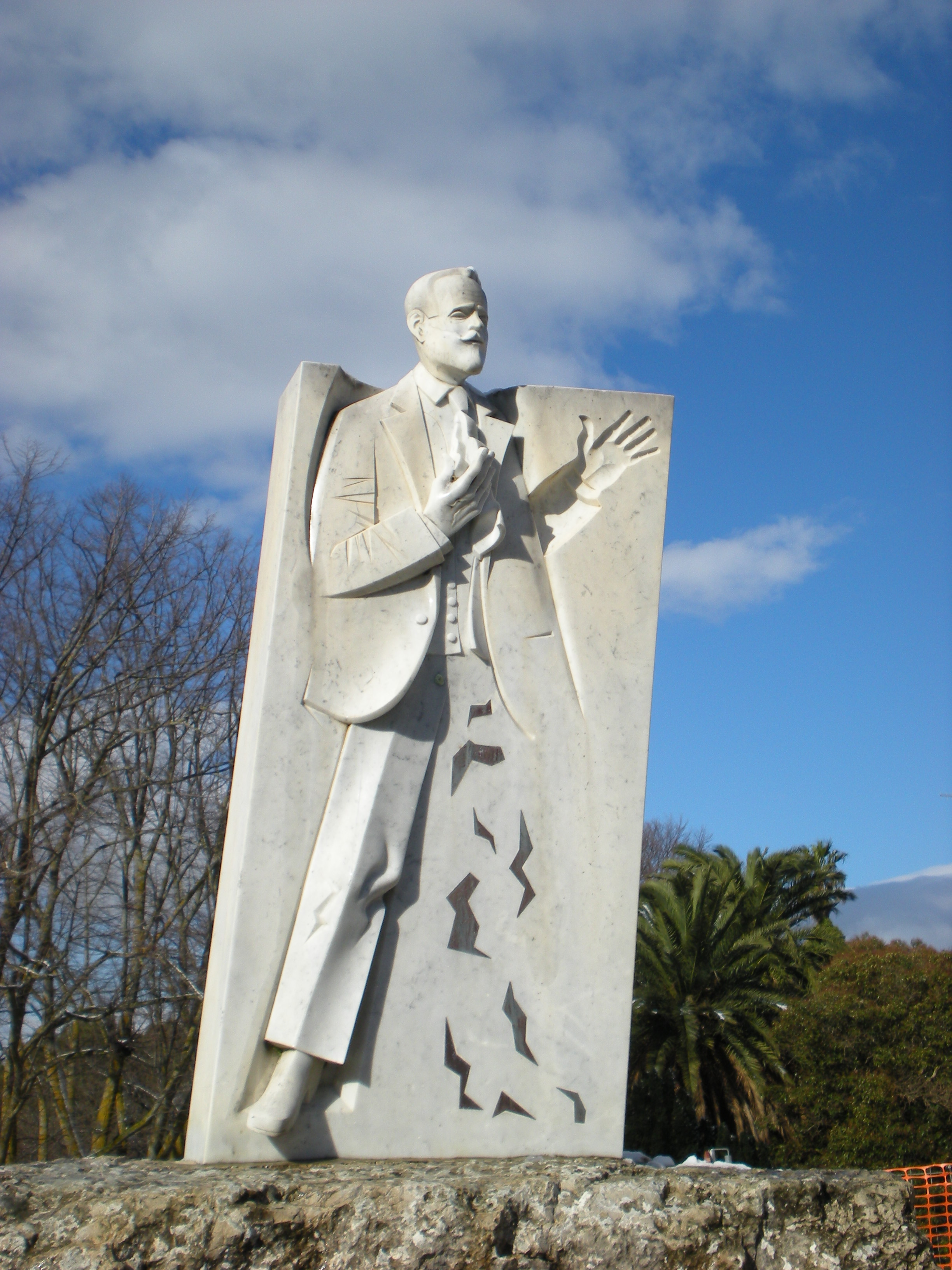
Statua di Lorenzo Panepinto a Santo Stefano Quisquina

### L'omicidio di Lorenzo Panepinto
Il 16 maggio 1911 venne assassinato a Santo Stefano Quisquina Lorenzo Panepinto, proprio davanti all'ingresso di casa sua, con due colpi di fucile al petto. La figura di Lorenzo Panepinto era paradigmatica non solo per Santo Stefano Quisquina, ma anche per Bivona, Alessandria della Rocca, Cianciana e per tutti gli altri comuni del circondario; ciò venne sottolineato nel 1987 dallo storico e politico Francesco Renda:
L'omicidio di Panepinto scosse ancora di più l'intero circondario, già da tempo vittima della mafia: tra gli esponenti della malavita, spiccavano anche personaggi politici, tra cui il barone Domenico De Michele Ferrantelli, sindaco di Burgio e deputato del collegio di Bivona, che nel 1909 procurò un alibi a Vito Cascio Ferro, ritenuto il principale colpevole dell'assassinio del poliziotto italo-americano Joe Petrosino. Il De Michele testimoniò che Cascio Ferro si sarebbe trovato con lui proprio la sera del delitto nella sua villa rustica a Bivona; il boss di Bisacquino, arrestato il 3 aprile 1909, venne scarcerato la sera stessa, subito dopo la testimonianza del barone.

### La soppressione dei circondari
Con il regio decreto-legge n. 1/1927 del 2 gennaio 1927 (Riordinamento delle circoscrizioni provinciali), voluto da Benito Mussolini con la collaborazione del re Vittorio Emanuele III e di Alfredo Rocco, vennero aboliti tutte le sottoprefetture del Regno d'Italia: Bivona cessò la sua esperienza di capoluogo e, insieme agli altri dodici comuni che formavano la circoscrizione amministrativa, continuò a far parte della medesima provincia, da quell'anno ribattezzata provincia di Agrigento.

## Lo stemma della provincia di Girgenti
Lo stemma della provincia di Girgenti venne realizzato durante gli anni venti del Novecento: in esso sono raffigurati gli emblemi delle città di Girgenti, Sciacca e Bivona, cioè le sedi provinciali della prefettura e delle due sottoprefetture.
Nella sezione di sinistra (stemma di Girgenti) sono raffigurate tre donne nude con i piedi su una pianura, intente a sorreggere una struttura con tre torri medievali sovrastata da un'ostia consacrata. Nella sezione alta di destra (stemma di Sciacca) è rappresentato un cavaliere con armatura a cavallo all'assalto di una fortezza medievale; nella sezione corpo ovolare di non facile identificazione, dotato di otto brevi estroflessioni laterali e una mezzaluna. In realtà l'emblema bivonese è stato rappresentato in maniera errata: esso, infatti, raffigurava una pigna (oggi sostituita dalla figura di un granchio). Lo stemma della provincia di Girgenti (poi divenuta "di Agrigento") venne approvato dalla Consulta Araldica Nazionale e legalizzato con real decreto il 15 aprile 1938, assumendo l'aspetto che mantiene tuttora.

## Amministrazione
Prima autorità del circondario di Bivona era l'intendente, che compiva le incombenze che gli erano commesse dalle leggi, eseguiva gli ordini del governatore della provincia e provvedeva nei casi di urgenza, riferendo sempre al governatore stesso. Il governatore e gli intendenti (dal 1862 chiamati prefetto e sottoprefetti) disponevano di un ufficio di segreteria.

### Sedi bivonesi del circondario
| Uffici                       | Periodo                  | Sede |
| ---------------------------- | ------------------------ | --- |

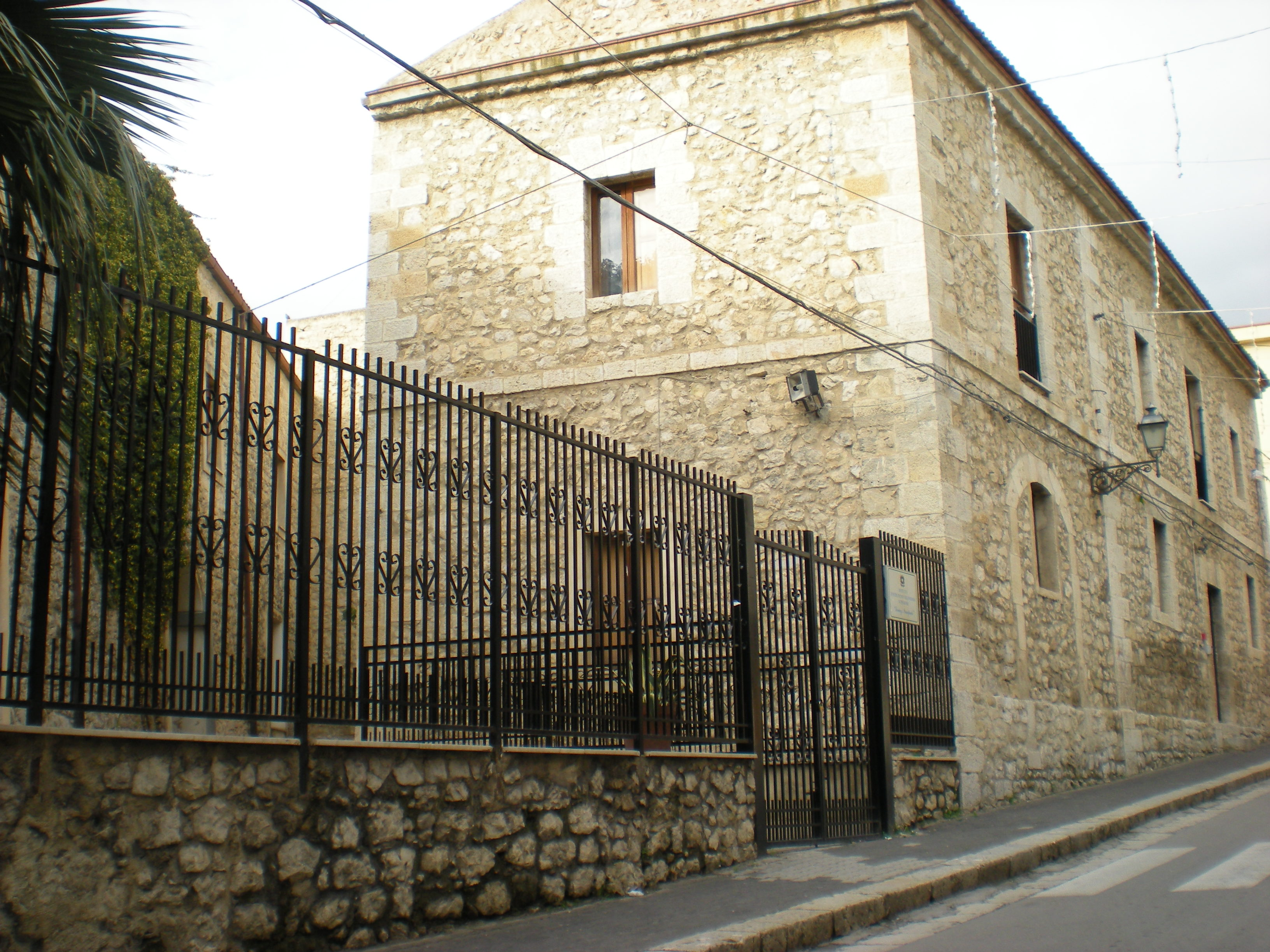
I locali della gendarmeria di Bivona

| Sottoprefettura              | 1859 1850-1860 1863-1882 | Locali convento di san Domenico Case quartiere "Pinelli" Palazzo De Michele (alloggio sottoprefetto) Palazzo ducale (uffici sottoprefettura) |
| Reali Carabinieri            | 1870                     | Ex convento di san Domenico |
| Distaccamento militare       | ante 1878                | Ex collegio dei gesuiti (Quartiere militare)                                                                                                 |
| Carcere                      | 1818-1882                | Palazzo ducale |
| Corpo di guardia del carcere | 1865-1866                | Locale privato |

### Collegio elettorale
Con l'unità nazionale, l'intero territorio italiano fu suddiviso in collegi elettorali; quello di Bivona (il 199º), tuttavia, non coincideva con il circondario. Infatti era formato da:
- otto comuni del circondario (Bivona, Alessandria, Burgio, Cammarata, Casteltermini, San Giovanni, Santo Stefano e Villafranca);
- il comune di Caltabellotta (circondario di Sciacca);
- il comune di Castronovo (circondario di Termini Imerese).

I rimanenti cinque comuni fecero parte del collegio elettorale di Aragona (Cianciana e San Biagio) e di quello di Sciacca (Calamonaci, Lucca e Ribera).
Tra i deputati al Parlamento nazionale che rappresentarono il collegio di Bivona figurano Giacinto Carini, il principe di Belmonte Gaetano Monroy e Nicolò Gallo, già consigliere provinciale del mandamento di Bivona (1878-1882) e futuro ministro della Pubblica Istruzione e di Grazia e Giustizia.

## Pubblicazioni
Sono state pubblicate varie opere che riguardano direttamente o implicitamente il circondario di Bivona, in particolar modo il suo rapporto con i funzionari piemontesi del governo o lo sviluppo della mafia al suo interno:
- nel 1956 Renato Candida pubblicò Questa Mafia, dedicando un intero capitolo al fenomeno mafioso presente nella circoscrizione bivonese (La mafia del circondario di Bivona)[44];
- nel 2005 è stato ristampato Le tribolazioni di un insegnante di Ginnasio, pubblicato nel 1872 dal filologo Placido Cerri, in cui l'autore, allievo dello storico Alessandro D'Ancona[45], raccontò la propria esperienza nel circondario bivonese: nonostante avesse vinto una borsa di studio per perfezionare i propri studi all'estero, infatti, egli rinunciò alla ricerca perché fu costretto a trasferirsi da Torino a Bivona, dove era stato nominato reggente del locale ginnasio. La disagevole situazione economica, sociale e culturale del paese siciliano indusse l'autore a denunciarne gli aspetti su La Nazione di Firenze, coadiuvato dallo stesso D'Ancona[46];
- nel 2008 Pasquale Marchese pubblicò Gaetano Marini verificatore di pesi e misure. Bivona 1862, un libro in cui il protagonista, mandato dal governo piemontese nell'agrigentino per introdurvi le proprie unità di misura, narra la sua sfortunata esperienza e l'insuccesso della sua missione[47].